# کارلو آدزلیو چیامپی
کارلو آدزلیو چیامپی (انگلیسی: Carlo Azeglio Ciampi؛ زاده ۹ دسامبر ۱۹۲۰ – درگذشته ۱۶ سپتامبر ۲۰۱۶) اقتصاددان و سیاست‌مدار ایتالیایی بود. وی دهمین رئیس‌جمهور ایتالیا بود که بین سال‌های ۱۹۹۹ تا ۲۰۰۶ این پست را در اختیار داشت. او در دوران تصدی این مقام، فراحزبی می‌اندیشید و وحدت ملی ایتالیا نگرانی‌اش بود.

پیش از ریاست‌جمهوری نزدیک به چهارده سال (۱۹۷۹ تا ۱۹۹۳) رئیس بانک مرکزی ایتالیا بود و نقش مهمی در پذیرش واحد پولی یورو برای کشورش ایفا کرد. کارلو آدزلیو چیامپی در ۱۶ سپتامبر ۲۰۱۶ در سن ۹۵ سالگی درگذشت.